# Финале Светског првенства у фудбалу 1990.
Финале Светског првенства 1990. је била фудбалска утакмица између Западне Немачке и Аргентине да би се одредио победник Светског првенства у фудбалу 1990. године. Утакмица се одиграла 8. јула 1990. на стадиону Олимпико у главном и највећем граду Италије, Риму, и победила је Западна Немачка резултатом 1–0, док је Андреас Бреме извео једанаестерац који је био једини гол на утакмици.
Ово је био први реванш финала и, до сада, једини реванш, пошто је Аргентина победила Западну Немачку у претходном финалу. Аргентина је постала и први тим који није постигао гол у финалу Светског првенства, и први бранилац титуле који је стигао до финала и изгубио. Победа Западне Немачке над Аргентином била је први пут да је екипа УЕФА победила екипу Конмебол-а у финалу (сва претходна финала између два континента су победили Јужноамериканци).
Западна Немачка је постала први тим који је играо у три узастопна финала (играли су у финалима 1982. и 1986.), што је Бразил поновио само 1994, 1998. и 2002. године. Била је то последња утакмица Западне Немачке на Светском првенству; тим је одиграо још три утакмице пре него што је касније 1990. формиран уједињени немачки тим, као резултат поновног уједињења земље после више од 40 година.

## Пут до финала
| Тим             | Pld | W | D | L | GF | GA | GD | Pts |
| --------------- | --- | - | - | - | -- | -- | -- | --- |
| Западна Немачка | 3   | 2 | 1 | 0 | 10 | 3  | +7 | 5   |
| Југославија     | 3   | 2 | 0 | 1 | 6  | 5  | +1 | 4   |
| Колумбија       | 3   | 1 | 1 | 1 | 3  | 2  | +1 | 3   |
| УАЕ             | 3   | 0 | 0 | 3 | 2  | 11 | −9 | 0   |

| Тим             | Pld | W | D | L | GF | GA | GD | Pts |
| --------------- | --- | - | - | - | -- | -- | -- | --- |
| Камерун         | 3   | 2 | 0 | 1 | 3  | 5  | −2 | 4   |
| Румунија        | 3   | 1 | 1 | 1 | 4  | 3  | +1 | 3   |
| Аргентина       | 3   | 1 | 1 | 1 | 3  | 2  | +1 | 3   |
| Совјетски Савез | 3   | 1 | 0 | 2 | 4  | 4  | 0  | 2   |

## Утакмица

### Значајни гледаоци
Италијански председник Франческо Косига, председник ФИФА Жоао Авеланж, генерални секретар ФИФА Сеп Блатер, председник Западне Немачке Рихард фон Вајцзекер и канцелар Хелмут Кол, као и председник Међународног олимпијског комитета (МОК) Хуан Антонио Самаран, члан МОК-а Фахад Ал-Сабах, и почасни председник УЕФА Жак Жорж, били су међу онима који су присуствовали финалу. Председник Косига је касније уручио трофеј ФИФА Светског првенства капитену Западне Немачке Лотару Матеусу.

### Резиме
Финале 1990. се често наводи као једно од најциничнијих и најружнијих финала Светског првенства. Била је то лоша утакмица, значајна по прва два искључења у финалу Светског првенства. Ијан Морисон је написао: „Утакмица је мало допринела фудбалу, али је постојала једна утеха: да су Аргентинци подигли Светско првенство – са две победе и пет голова у својих седам мечева – то би била катастрофа за игру. Барем је њихов ужасан приступ Италији '90 остао ненаграђен."
После углавном без догађаја првог полувремена, Западни Немци су имали неколико шанси на почетку другог полувремена. Пјер Литбарски је секао унутра, дриблингом поред три јужноамеричка одбрамбена играча, али је његов ударац ван шеснаестерца отишао поред гола. Касније, Томас Бертхолд и Руди Фeлер, нису успели да искористе опасне слободне ударце које је извео Андреас Брехме. У 58. минуту, аргентински голман Серхио Гојкочеа је изгледао као да руши Клауса Аугенталера унутар шеснаестерца, али је мексички судија Едгардо Кодесал одбио да досуди једанаестерац. Педро Монзон је био први играч који је искључен у финалу Светског првенства, након што му је показан црвени картон због непромишљеног изазова против Јиргена Клинсмана; ФИФА је упозорила своје званичнике да спроводе правила, а Монзон је подигао ногу током меча, због фаула за који Клинсман тврди да је оставио 15 cm (6 in) посекотина на потколеници. У 78. минуту, после нетачно изведеног корнера, капитен Западне Немачке Матеус је изгубио лопту у свом шеснаестерцу, а онда је изгледа саплео Габријела Калдерона. Кодесал је још једном рекао да се игра даље, усред пенала аргентинског везисте.
Шест минута од краја утакмице, Цодесал је изазвао гнев Аргентинаца након што је Западној Немачкој досудио сумњиви    једанаестерац због клизања Роберта Сенсинија на Фелера. Редовни извођач једанаестераца Матеус је био приморан да замени копачке током меча и није се осећао пријатно у новим,  па је Андреас Бреме заузео његово место и применио ударац са тачке ниским ударцем десном ногом на голманову десну страну. 
Густаво Дезоти, који је већ опоменут у првом полувремену, добио је директан црвени картон касније на мечу када је повукао Јиргена Колера са, како је Њујорк тајмс описао као "забадање врата директно из професионалног рвања", након што је Колер одбио да подигне лопту у наводном покушају губљења времена. Након што је избацио Дезотија, Цодесал је био окружен и гурнут од стране остатка аргентинског тима, а Марадона је добио жути картон због неслагања. На последњем звиждуку, Марадона, кога је скоро цео меч обележио Гвидо Бухвалд  је бризнуо у плач и окривио судију за пораз. Аргентина је ушла у утакмицу са четири суспендована играча и завршила је са деветоро играча на терену, укупно изгубивши више од половине свог тима због повреде или суспензије.
Укупно, Западна Немачка је имала 16 шанси за гол од 23 шута. Селектор Немачке Франц Бекенбауер рекао је: „Није било сумње ко ће победити. 90 минута смо нападали Аргентину и није било никакве опасности да ће против нас бити постигнут гол. Како сам видео, надиграли смо их од почетка до краја." Бекенбауер је рекао да пенал „није био кључ утакмице јер бисмо у сваком случају постигли гол, чак и да је требало продужетак... 1–0 пеналом не даје фер представу о овој утакмици. Могли смо да победимо, 3-0. Не сећам се ни једне шансе да је Аргентина имала гол.“
Аргентина је постала први финалиста такмичења који није постигао гол, са само једним ударцем ка голу. Јужноамериканци нису успели да саставе кохерентну стратегију напада и често су губили лопту. Уместо тога, фокусирали су се на одбрану по сваку цену, знајући да ће имати предност ако успеју да стигну до пенала, пошто су на овај начин већ два пута напредовали на турниру. У то време, финале 1990. је било финале са најслабијим резултатом у историји такмичења—иако је овај рекорд оборен четири године касније, када је Бразил победио Италију на пенале после 120 минута без голова.
Победа 1990. донела је Западној Немачкој трећу титулу на Светском првенству у фудбалу, што је такође учинило тимом који је играо у највећем броју финала ФИФА Светског првенства у то време (три победе, три пораза), као и осветом за пораз од Аргентине у претходном финалу. То је такође значило да је селектор Немачке Франц Бекенбауер постао једина особа која је освојила и сребрну и златну медаљу на Светском првенству као играч (1966, 1974) и као тренер (1986, 1990).

### Детаљи
| Западна Немачка  | 1–0      | Аргентина |
| ---------------- | -------- | --------- |
| Бреме 85’ (пен.) | Извештај |           |

| Западна Немачка | Аргентина |

| GK               | 1  | Бодо Илгнер      |     |     |
| SW               | 5  | Клаус Аугенталер |     |     |
| CB               | 6  | Гидо Бухвалд     |     |     |
| CB               | 4  | Јирген Колер     |     |     |
| RWB              | 14 | Томас Бертолд    |     | 73’ |
| LWB              | 3  | Андреас Бреме    |     |     |
| CM               | 8  | Томас Хеслер     |     |     |
| CM               | 10 | Лотар Матеус (k) |     |     |
| CM               | 7  | Пјер Литбарски   |     |     |
| CF               | 9  | Руди Фелер       | 52’ |     |
| CF               | 18 | Јирген Клинсман  |     |     |
| Измене:          |    |                  |     |     |
| GK               | 12 | Рајмонд Ауман    |     |     |
| DF               | 2  | Штефан Ројтер    |     | 73’ |
| MF               | 15 | Уве Бајн         |     |     |
| MF               | 20 | Олаф Тон         |     |     |
| FW               | 13 | Карл-Хајнц Ридле |     |     |
| Менаџер:         |    |                  |     |     |
| Франц Бекенбауер |    |                  |     |     |

| GK             | 12 | Серхио Гојкочеа     |        |     |
| SW             | 20 | Хуан Симон          |        |     |
| CB             | 18 | Хосе Серизуела      |        |     |
| CB             | 19 | Оскар Ружери        |        | 46’ |
| RWB            | 4  | Хосе Басуалдо       |        |     |
| LWB            | 17 | Роберто Сенсини     |        |     |
| DM             | 13 | Нестор Лоренцо      |        |     |
| CM             | 7  | Хорхе Буручага      |        | 53’ |
| CM             | 21 | Педро Трољо         | 84’    |     |
| SS             | 10 | Дијего Марадона (c) | 87’    |     |
| CF             | 9  | Густаво Дезоти      | 5’ 87’ |     |
| Измене:        |    |                     |        |     |
| GK             | 22 | Фабијан Канселарич  |        |     |
| DF             | 5  | Едгардо Бауза       |        |     |
| DF             | 15 | Педро Монзон        | 65’    | 46’ |
| FW             | 6  | Габријел Калдерон   |        | 53’ |
| FW             | 3  | Абел Балбо          |        |     |
| Менаџер:       |    |                     |        |     |
| Карлос Билардо |    |                     |        |     |

| Линијаши: Армандо Перез Хојос (Колумбија) Михал Листкјевич (Пољска) | Правила - 90 минута - 30 минута продужетка ако је потребно - Извођење једанаестераца ако су резултати и даље једнаки - Наведено је пет замена, од којих се две могу користити |